# コスプレショップ
コスプレショップとは、アニメ・ゲーム・漫画などのキャラクターなどを始めとするコスプレ用の衣装、制服、コスチューム等を製作、販売している店舗のことである。

## 解説
元来、コスプレを行う際には基本的にコスプレイヤー自らが衣装を自作するものであったが、コスプレ愛好者の層が拡大するにつれ、衣装を自作する技術がない、制作する時間が無いなど、衣装を自作できないコスプレイヤーが増えていった。また自作しようにも、衣装の構造上自作不可能なものも存在するため、個人では作成できないケースもある。
こうした点に目を付けてできはじめたのがコスプレショップで、コスプレ用の衣装や小道具を製作販売するのが主な事業内容といえる。こうした衣装や小道具は、既製品をそのまま販売する他、既製品にないものや、自分の体型に合わせた物が必要な場合はオーダーメードに応じるのが一般的である。また、店舗によってはキャラクターグッズを販売しているものもある。
近年ではメイド喫茶に代表されるコスプレ系飲食店などの増加で需要が伸び、店舗の種類も多くなっている。個人資本による店舗、企業経営による店舗、いわゆるブルセラショップ・アダルトショップから業態転換した店舗、オンライン販売専業の店舗など様々な形態が増えて行っている。店舗・企業によっては、元となった作品の版権元から正式な版権使用許諾、原作者やアニメ・ゲーム制作者からの監修を得て制作される場合もある。